# Barbara Beßlich
Barbara Beßlich (* 1970 in Bonn) ist eine deutsche Literaturwissenschaftlerin.

## Leben und Tätigkeit
Im Jahr 1989 erlangte Barbara Beßlich das Abitur. Es folgte von 1989 bis 1994 ein Studium der Germanistik, Geschichte und Philosophie an den Universitäten Bonn und Freiburg. In Studium und Promotion (1993–1999) war sie Stipendiatin der Studienstiftung des deutschen Volkes. 1994/95 legte sie ihr erstes Staatsexamen in Geschichte und Deutsch ab. Von 1996 bis 1998 war sie wissenschaftliche Mitarbeiterin bei einem Editionsprojekt der Historischen Kommission der Bayerischen Akademie der Wissenschaften. 1999 wurde sie am Deutschen Seminar II der Universität Freiburg promoviert. Im Sommersemester desselben Jahres war sie dort wissenschaftliche Mitarbeiterin. Von 1999 bis 2005 war sie als wissenschaftliche Assistentin am Lehrstuhl von Achim Aurnhammer am selben Ort tätig. 2005 folgte die Habilitation und die Ernennung zur Akademischen Rätin auf Zeit. Im Wintersemester 07/08 nahm sie eine Vertretungsprofessur für Neuere deutsche Literaturgeschichte an der Universität Freiburg wahr. Im Jahr 2008 hatte sie eine Lehrstuhlvertretung an der Universität Heidelberg.
Seit dem Wintersemester dieses Jahres lehrt sie dort als Nachfolgerin von Dieter Borchmeyer als Professorin für Neuere deutsche Literatur. Von 2011 bis 2012 war sie Fellow am Marsilius-Kolleg (Institute for Advanced Studies der Universität Heidelberg). 2015 wurde sie als ordentliches Mitglied in die Heidelberger Akademie der Wissenschaften aufgenommen. Ihr wurde 2007 der Walter-Witzenmann-Preis der Heidelberger Akademie der Wissenschaften verliehen. Seit 2019 ist sie im Vorstand der Kommission für geschichtliche Landeskunde in Baden-Württemberg. Seit Oktober 2020 ist sie Sekretärin der Philosophisch-historischen Klasse der Heidelberger Akademie der Wissenschaften und trat damit die Nachfolge des bis dahin amtierenden Indologen Axel Michaels an.
Sie erforscht die Literatur- und Kulturgeschichte vom 18. bis zum 20. Jahrhundert, vor allem die Literatur der Klassischen Moderne, Narratologie und Kulturkritik. In ihrer Habilitationsschrift befasste sie sich mit der Frage des Fortlebens des Napoleon-Mythos und der Napoleon-Bewunderung in Deutschland. Ihre Arbeit versteht sie dabei als „literaturwissenschaftliche und kulturhistorische Analyse der deutschen Napoleonliteratur“.

## Schriften
Monographien
- Wege in den ‚Kulturkrieg‘. Zivilisationskritik in Deutschland 1890–1914. Überarbeitete Dissertation. Wissenschaftliche Buchgesellschaft, Darmstadt 2000, ISBN 3-534-14930-0.
- Faszination des Verfalls. Thomas Mann und Oswald Spengler. Akademie Verlag, Berlin 2002, ISBN 3-05-003773-3.
- Der deutsche Napoleon-Mythos. Literatur und Erinnerung 1800 bis 1945. Wissenschaftliche Buchgesellschaft, Darmstadt 2007, ISBN 978-3-534-20025-2.
- Das Junge Wien im Alter. Spätwerke (neben) der Moderne (1905–1938). Böhlau, Wien 2021, ISBN 978-3-205-21239-3.
- Der Biograph des Komponisten. Unzuverlässiges Erzählen in Thomas Manns Roman "Doktor Faustus" (1947). Heidelberg: Universitätsverlag Winter 2023 (= Schriften der Philosophisch-historischen Klasse der Heidelberger Akademie der Wissenschaften, 63).

Herausgeberschaften
- mit Katharina Grätz und Olaf Hildebrand: Wende des Erinnerns? Geschichtskonstruktionen in der deutschen Literatur nach 1989. (= Philologische Studien und Quellen. Band 198). Erich Schmidt, Berlin 2006, ISBN 3-503-07980-7.
- mit Achim Aurnhammer und Rudolf Denk: Arthur Schnitzler und der Film. (= Klassische Moderne. Band 15 = Akten des Arthur Schnitzler-Archivs der Universität Freiburg. Band 1). Ergon, Würzburg 2010, ISBN 978-3-89913-748-4.
- mit Dieter Martin: ‚Schöpferische Restauration‘. Traditionsverhalten in der Literatur der Klassischen Moderne. (= Klassische Moderne. Band 21). Ergon, Würzburg 2014, ISBN 978-3-95650-023-7.
- mit Olivier Agard: Kulturkritik zwischen Deutschland und Frankreich (1890–1933) (= Schriften zur politischen Kultur der Weimarer Republik. Band 18). Peter Lang, Frankfurt am Main 2016, ISBN 978-3631666135.
- mit Ekkehard Felder unter Mitarbeit von Anna Mattfeldt und Bernhard Walcher: Geschichte(n) fiktional und faktual. Literarische und diskursive Erinnerungen im 20. und 21. Jahrhundert. (= Jahrbuch für Internationale Germanistik. Reihe A: Kongressberichte. Band 125). Peter Lang, Bern 2016, ISBN 978-3-0351-9617-7.
- mit Olivier Agard: Krieg für die Kultur? Une guerre pour la civilisation? Intellektuelle Legitimationsversuche des Ersten Weltkriegs in Deutschland und Frankreich (1914–1918) (= Schriften zur politischen Kultur der Weimarer Republik. Band 19). Peter Lang, Berlin 2018, ISBN 978-3631742358.
- mit Cristina Fossaluzza unter Mitarbeit von Tillmann Heise und Bernhard Walcher: Kulturkritik der Wiener Moderne (1890–1938) (= Beihefte zum Euphorion. Band 110). Winter, Heidelberg 2019, ISBN 978-3-8253-4646-1.
- mit Nicolas Detering, Hanna Klessinger, Dieter Martin und Mario Zanucchi: Geistesheld und Heldengeist. Studien zum Verhältnis von Intellekt und Heroismus (= Helden – Heroisierungen – Heroismen. Band 14). Ergon, Baden-Baden 2020, ISBN 978-3-95650-711-3.
- mit Paolo d'Iorio, Katharina Grätz, Sebastian Kaufmann und Andreas Urs Sommer: Nietzsches Nachlass. Probleme und Perspektiven der Edition und Kommentierung. Berlin, Boston: de Gruyter 2023 (= Nietzsche-Lektüren, 9).
- mit Olivier Agard und Cristina Fossaluzza, unter Mitarbeit von Tillmann Heise und Bernhard Walcher: Liberalismus (be-)denken. Europa-Ideen in Wissenschaft, Literatur und Kulturkritik (1900–1950). Wien: Böhlau 2023.